# Melanop d'Atenes
Melanop d'Atenes  (en llatí Melanopus, en grec antic Μελάνωπος), fill de Laques, el general atenenc, va ser un dels tres ambaixadors, junt amb Glàucies i Androció, enviat a Mausol de Cària per advertir-lo contra l'intent d'annexió de les illes de la costa oriental de Cària a la mar Egea.
També va encapçalar una ambaixada a Egipte. En el seu viatge van capturar una nau mercant de Naucratis que van portar al Pireu. Aquesta nau va ser considerada pels atenesos un vaixell enemic, però Melanop i els altres ambaixadors van conservar l'import de la fiança que després no volien lliurar. Quan s'apropava el moment d'entregar els diners sota amenaça de presó, Timòcrates va proposar una llei per la qual els deutors quedaven exclosos de l'empresonament si donaven seguretats sobre el pagament en un determinat termini. Per aquesta llei Diodor i Euctemó van encausar a Timòcrates, i per a ells, Demòstenes va escriure el discurs Κατὰ Τιμοκράτους (Contra Timòcrates), que va ser llegit per Diodor l'any 353 aC. Abans que arribés el judici contra ells, Melanop i els altres van pagar els diners que havien retingut.